# Atelomycterus erdmanni
Atelomycterus erdmanni is een vissensoort uit de familie van de Atelomycteridae. De wetenschappelijke naam van de soort is voor het eerst geldig gepubliceerd in 2015 door Fahmi & White.